# John Hughes (director de cine)
John Wilden Hughes Jr. (Lansing, Míchigan, 18 de febrero de 1950-Nueva York, 6 de agosto de 2009) fue un director de cine, productor y guionista estadounidense.
Dirigió, escribió y produjo varias de las películas más taquilleras de los años 80 y 90, como Sixteen Candles (1984), The Breakfast Club (1985), Ferris Bueller's Day Off (1986), la saga de Home Alone, 1, 2 y 3 (1990, 1992 y 1997), Curly Sue (1991), Beethoven (1992), 101 Dalmatians (1996), etc. Además, escribió la popular Pretty in Pink (1986).

## Biografía
Hughes nació en Lansing, Míchigan, de una madre que se dedicaba a la caridad como voluntaria y de John Hughes Sr., que trabajaba en ventas. Pasó los primeros doce años de su vida en Grosse Pointe, Míchigan. Hughes se describía a sí mismo como un niño «bastante tranquilo». Falleció en Nueva York el 6 de agosto de 2009, a causa de un paro cardíaco.
Se lo conoce como el rey de las películas de adolescentes, así como por ayudar a lanzar las carreras de actores, incluyendo a Michael Keaton, Molly Ringwald, Anthony Michael Hall, Bill Paxton, Matthew Broderick, Macaulay Culkin y John Candy. Muchos de estos actores formaron parte del elenco denominado Brat Pack.

## Filmografía
| Año  | Título                            | Director | Productor | Guionista |
| ---- | --------------------------------- | -------- | --------- | --------- |
| 1979 | Delta House (serie de televisión) |          |           | Sí        |
| 1982 | National Lampoon's Class Reunion  |          |           | Sí        |
| 1983 | At Ease                           |          |           | Sí        |
| 1983 | Mr. Mom                           |          |           | Sí        |
| 1983 | National Lampoon's Vacation       |          |           | Sí        |
| 1983 | Nate and Hayes                    |          |           | Sí        |
| 1984 | Sixteen Candles                   | Sí       |           | Sí        |
| 1985 | The Breakfast Club                | Sí       | Sí        | Sí        |
| 1985 | European Vacation                 |          |           | Sí        |
| 1985 | Weird Science                     | Sí       |           | Sí        |
| 1986 | Pretty in Pink                    |          | Sí        | Sí        |
| 1986 | Ferris Bueller's Day Off          | Sí       | Sí        | Sí        |
| 1987 | Some Kind of Wonderful            |          | Sí        | Sí        |
| 1987 | Planes, Trains and Automobiles    | Sí       | Sí        | Sí        |
| 1988 | She's Having a Baby               | Sí       | Sí        | Sí        |
| 1988 | The Great Outdoors                |          | Sí        | Sí        |
| 1989 | Uncle Buck                        | Sí       | Sí        | Sí        |
| 1989 | Christmas Vacation                |          | Sí        | Sí        |
| 1990 | Home Alone                        |          | Sí        | Sí        |
| 1991 | Career Opportunities              |          | Sí        | Sí        |
| 1991 | Only the Lonely                   |          | Sí        |           |
| 1991 | Dutch                             |          |           | Sí        |
| 1991 | Curly Sue                         | Sí       | Sí        | Sí        |
| 1992 | Beethoven                         |          |           | Sí        |
| 1992 | Home Alone 2: Lost in New York    |          | Sí        | Sí        |
| 1993 | Dennis the Menace                 |          | Sí        | Sí        |
| 1994 | Baby's Day Out                    |          | Sí        | Sí        |
| 1994 | Miracle on 34th Street            |          | Sí        | Sí        |
| 1996 | 101 Dalmatians                    |          | Sí        | Sí        |
| 1997 | Flubber                           |          |           | Sí        |
| 1997 | Home Alone 3                      |          | Sí        | Sí        |
| 1998 | Reach the Rock                    |          | Sí        | Sí        |
| 2001 | Just Visiting                     |          |           | Sí        |
| 2001 | New Port South                    |          | Sí        |           |
| 2002 | Maid in Manhattan                 |          |           | Sí        |
| 2008 | Drillbit Taylor                   |          |           | Sí        |